# Darkest Minds : Rébellion
Pour plus de détails, voir Fiche technique et Distribution.
Darkest Minds : Rébellion (The Darkest Minds), ou Les Insoumis au Québec, est un film de science-fiction américain réalisé par Jennifer Yuh Nelson, sorti en 2018. Ce film est une adaptation du roman Les Insoumis (tome I de la série Darkest Minds) d'Alexandra Bracken.

## Synopsis
Dans un futur proche, la plupart des enfants ont été décimés par un virus inconnu. Les survivants, dotés de pouvoirs psychiques incontrôlables, sont classés par couleur (du vert au rouge en passant par le bleu, le jaune et l'orange) en fonction de leurs pouvoirs et du danger qu’ils représentent pour la société (plus la couleur est « chaude » et plus les pouvoirs sont puissants), et emprisonnés dans des camps de travail. Ruby, l’une des plus puissantes d’entre eux (une « orange »), parvient à s’en échapper pour rejoindre un groupe de jeunes en fuite à la recherche d’un refuge. Rapidement, cette nouvelle « famille » réalise que fuir ne suffira pas dans un monde où les adultes au pouvoir les ont trahis. Ils vont mener une rébellion, unissant leurs pouvoirs pour reprendre le contrôle de leur avenir.

## Fiche technique
Sauf indication contraire, les informations mentionnées dans cette section peuvent être confirmées par les bases de données cinématographiques  présentes dans la section « Liens externes ».
- Titre original : The Darkest Minds
- Titre français : Darkest Minds : Rébellion
- Titre québécois : Les Insoumis
- Réalisation : Jennifer Yuh Nelson
- Scénario : Chad Hodge, d'après l'œuvre d'Alexandra Bracken
- Musique : Benjamin Wallfisch
- Photographie : Kramer Morgenthau
- Montage : Maryann Brandon et Dean Zimmerman
- Costumes : Mary Claire Hannan
- Décors : Russell Barnes
- Production : Dan Levine et Shawn Levy
  - Production exécutive : Dan Cohen
  - Production associée : Jennifer Teves
- Société de production : 21 Laps Entertainment
- Société de distribution : 20th Century Fox
- Pays de production :  États-Unis
- Genre : science-fiction
- Durée : 104 minutes
- Dates de sortie :
  - États-Unis : 3 août 2018
  - Belgique, France : 8 août 2018

## Distribution
Sauf indication contraire, les informations mentionnées dans cette section peuvent être confirmées par les bases de données cinématographiques  présentes dans la section « Liens externes ».
- Amandla Stenberg (VF : Aurélie Konaté ; VQ : Geneviève Bédard) : Ruby Daly
  - Lidya Jewett (VF : Jaynélia Coadou ; VQ : Alice Déry) : Ruby Daly, enfant
- Harris Dickinson (VF : Clément Moreau ; VQ : Hugolin Chevrette-Landesque) : Liam Stewart
- Miya Cech (muette) : Suzume « Zu » Kimura
- Mandy Moore (VF : Aurore Bonjour ; VQ : Aline Pinsonneault) : Catherine « Cate » Connor
- Skylan Brooks (en) (VF : Benjamin Bollen ; VQ : Alexandre Bacon) : Charles « Chubs » Meriwether
- Patrick Gibson (VF : Gauthier Battoue ; VQ : Louis-Philippe Berthiaume) : Clancy Gray
- Gwendoline Christie (VF : Vanina Pradier ; VQ : Camille Cyr-Desmarais) : Lady Jane
- Bradley Whitford (VF : Daniel Lafourcade ; VQ : Jacques Lavallée) : le président Gray
- Wade Williams (VF : Paul Borne ; VQ : Benoît Rousseau) : le capitaine McManus
- Mark O'Brien (VF : Jim Redler) : Rob Meadows
- Sammi Rotibi (VF : Frantz Confiac) : Paul Daly
- Golden Brooks (en) (VF : Annie Milon) : Molly Daly
- Wallace Langham (VF : Jérémy Prévost) : Dr Viceroy

 Source et légende : version française (VF) sur RS Doublage et version québécoise (VQ) sur Doublage Québec.

## Accueil

### Accueil critique
Sur l'agrégateur américain Rotten Tomatoes, le film récolte 16 % d'opinions favorables pour 136 critiques. Sur Metacritic, il obtient une note moyenne de 39⁄100 pour 28 critiques.
En France, le site Allociné propose une note moyenne de 2,3⁄5 à partir de l'interprétation de critiques provenant de 12 titres de presse.